# Alicante (stad)

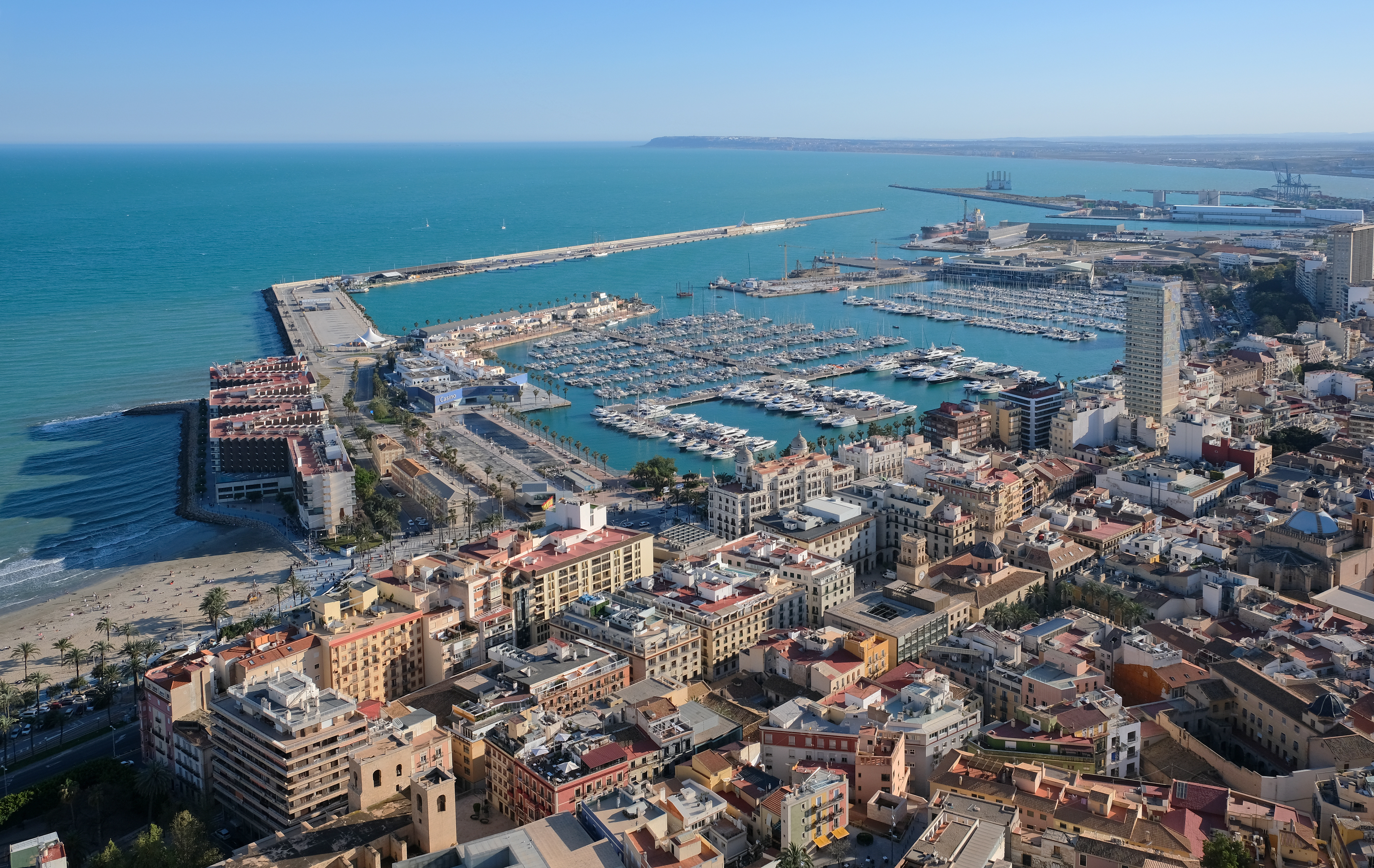
Stad en de zee

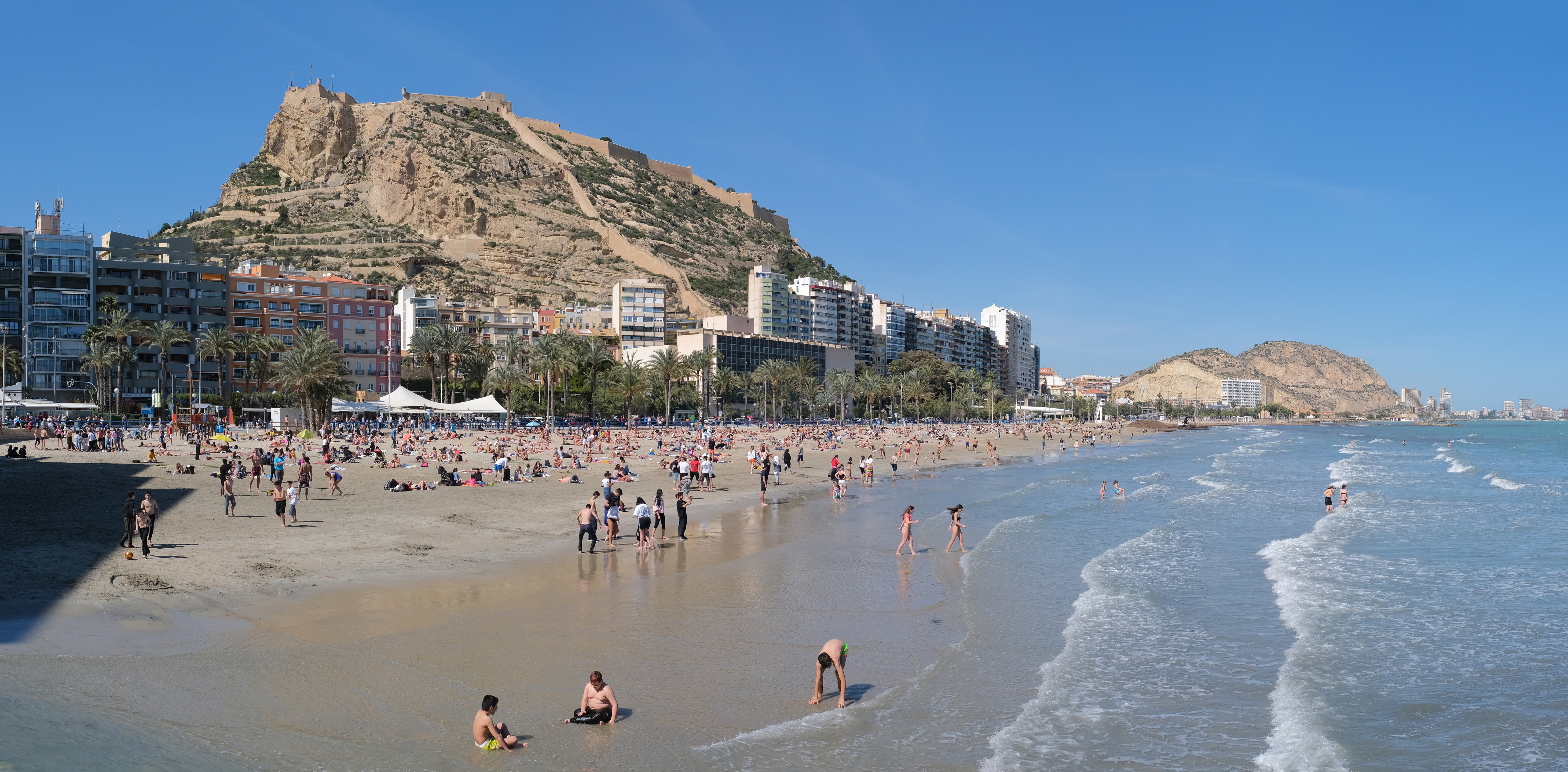
Monte Benacantil en het Kasteel van Santa Barbara

Alicante (Valenciaans: Alacant) is een stad en gemeente in de Spaanse autonome regio Valencia, en is de hoofdstad van de provincie Alicante. De stad ligt aan de Costa Blanca en is de op een na grootste stad van de regio Valencia, met 330.525 inwoners (1 januari 2016).
In 1858 werd de spoorlijn tussen Alicante en Madrid geopend. Daardoor groeide de haven van Alicante uit tot uitvoerhaven van in het midden van Spanje geproduceerde goederen.
Alicante beschikt over een luchthaven, 12 km buiten de stad, in de gemeente Elche.

## Geschiedenis
Alicante of Alacant werd in 230 v.Chr. door de Carthaagse veldheer Hamilcar Barkas gesticht als Akra Leuke ("Witte landtong").
Daarna was het onderdeel van het Romeinse Rijk en werd de stad Lucentum ("Stad van licht") genoemd.
In 711 tijdens de grote Moorse invasie in Spanje werd Alicante belegerd en uiteindelijk ingenomen. De gevluchte bewoners konden zich in het binnenland aansluiten bij de Visigotische legers die naar het noorden trokken, naar de Pyreneeën. De Moren gaven de stad de uiteindelijke naam Alicante. Van de 8ste tot de 13de eeuw was de stad in handen van de Moren. Zij bouwden op de Benacantil (een rotsachtige, 166 m hoge heuvel die de stad domineert) een vesting om de stad tegen aanvallers te beschermen. Deze vesting groeide in de loop der tijden uit tot het Castillo de Santa Bárbara. Het dankte zijn naam aan de verovering van de vesting op 4 december 1248 (de katholieke naamdag van de Heilige Barbara) door de latere koning Alfons X van Castilië.
In 1298 werd de stad overgedragen aan het Koninkrijk Valencia van Jacobus II van Aragón.

## Het klimaat
Alicante heeft een Warm steppeklimaat (BSh) met warme zomers en zeer milde winters. De gemiddelde jaartemperatuur is 18,3 graden Celsius. De gemiddelde maximumtemperatuur in januari is 17,0 graden en in augustus 30,8 graden. Er valt per jaar slechts 311 millimeter neerslag.
| Maand                          | jan  | feb  | mrt  | apr  | mei  | jun  | jul  | aug  | sep  | okt  | nov  | dec  | Jaar |
| ------------------------------ | ---- | ---- | ---- | ---- | ---- | ---- | ---- | ---- | ---- | ---- | ---- | ---- | ---- |
| Gemiddeld maximum (°C)         | 17,0 | 17,6 | 19,6 | 21,3 | 24,1 | 27,8 | 30,3 | 30,8 | 28,5 | 24,9 | 20,5 | 17,7 | 23,3 |
| Gemiddeld minimum (°C)         | 6,4  | 7,1  | 8,9  | 10,9 | 14,1 | 18,1 | 20,7 | 21,2 | 18,5 | 14,5 | 10,3 | 7,4  | 13,2 |
|                                |      |      |      |      |      |      |      |      |      |      |      |      |      |
| Neerslag (mm)                  | 23   | 22   | 23   | 29   | 28   | 12   | 4    | 7    | 56   | 47   | 36   | 25   | 311  |
| Bron: Alicante klimaat - AEMET |      |      |      |      |      |      |      |      |      |      |      |      |      |

## Demografische ontwikkeling
Bron: INE; 1857-2011: volkstellingen
Opm: Bevolkingscijfers in duizendtallen; afstand van Aguas de Busot(1857), Campello (1910) en La Romana (1930); aanhechting van Villafranqueza (1940)

## Bezienswaardigheden

### De Oude Stad
- De Oude Stad (Casco Antiguo) is betrekkelijk klein. Ze ligt ingeklemd tussen de Rambla, een boulevard die op de plaats ligt van de vroegere stadsmuur, en de heuvel waarop zich het Kasteel van Santa Barbara bevindt. De meeste monumenten zijn in de Oude Stad te vinden.
- De oude wijk Santa Cruz. Dit is een geheel van smalle straatjes met trapjes, dat tegen de hellingen van de Monte Benacantil is gebouwd. De straatjes zijn omgeven door witte huisjes die voorzien zijn van bloemen en van versierde tegeltjes. Ook is hier de Hermitage van het Heilig Kruis (Ermita Santa Cruz) te vinden.
- De Sint-Rochuskerk (Iglesia de San Roque) werd in 1559 gesticht als hermitage. Ze werd in 1875 herbouwd.
- De Kathedraal van Sint Nicolaas (Concatedrál de San Nicolás de Bari). Deze kerk in de Herrera- en barokke stijl werd voltooid in 1662. Merkwaardig is de vierkantige vorm aan de buitenkant.
- De Onze Lieve Vrouwekerk (Iglesia de Santa María). Dit is een van oorsprong gotische kerk die gebouwd werd op de funderingen van een Moorse moskee. Door glazen in de vloer kan men de overblijfselen van deze moskee nog bekijken. De kerk werd later voorzien van een Barokke gevel.
- Gemeentehuis (ayuntamiento). Dit is een van oorsprong barok gebouw. Op de eerste trede van de trap van het gemeentehuis is een schijf geplaatst met de tekst punto cero (het nulpunt). Dit punt, dat zich op 3,407 meter hoogte boven de zeespiegel bevindt, dient als referentiepunt voor de Spaanse hoogtemetingen. Het is een gebouw met twee torens, ingangspartij en een koepel.
- Het klooster van de Zusters van het Heilig Bloed (Convento Hermanitas de la Sangre) is een gesloten gebouw waarin de kloosterlingen door tralies afgesloten zijn van de buitenwereld. De kerk van dit klooster kan men bezoeken. De oudste delen zijn uit 1725. De kloosterlingen zijn Augustinessen (Canónigas de San Augustín).
- Palacio Maisonnave is een voormalig herenhuis uit de achttiende eeuw met elementen uit vroegere eeuwen. Hierin is het Provinciaal Archief gehuisvest. Het gebouw ligt aan de Calle Labradores.

### Kastelen
- Het Kasteel van Santa Barbara (Castillo de Santa Bárbara) is een complex van gebouwen en verdedigingsmuren op een 166 meter hoge heuvel, de Monte Benacantil, die boven de stad uittorent. Deze plaats werd al benut in prehistorische tijden. Men heeft er overblijfselen gevonden uit de Bronstijd, de Keltiberische cultuur en de Romeinse tijd. De voorloper van de huidige vesting werd gebouwd door de Moren, eind negende eeuw. De oudste delen van de huidige vesting stammen uit de elfde tot dertiende eeuw. Ze werd ten tijde van koning Filips II van Spanje, tussen 1562 en 1580, verder uitgebreid. Tot in de 18e eeuw volgden nog meer verbouwingen en uitbreidingen. Het is een van de grootste kasteelcomplexen van het Middellandse Zeegebied. Tegenwoordig is het kasteel vrij toegankelijk. Tegen de helling van de heuvel is een park aangelegd, het Parque de la Ereta, en ook in het kasteelgebied zelf zijn er tuinen aangelegd. Daarnaast zijn hier enkele terrasjes en kiosken, tentoonstellingsruimten voor eigentijdse kunst en een ontvangstruimte te vinden. Men kan door het park of over de vestingmuur naar het kasteel wandelen.
- Het Kasteel van San Fernando (Castillo de San Fernando). Dit kasteel werd gebouwd ter verdediging van de stad tegen de invasie van de troepen van Napoleon. De vesting, die op een lagere heuvel ligt, is nooit geheel voltooid. Het kasteel is tegenwoordig (2007) verlaten en maakt een verwaarloosde indruk.

### De nieuwere wijken
Het betreft hier de wijken Centro, Mercado en San Antón. Ze kennen enkele boulevards (Avenidas) die elkaar kruisen op het:
- Plaza de los Luceros. Deze rotonde bevat een opvallende fontein met sculpturen. Dit is de Fuente de los Luceros (of: Fuente de los Caballos), ontworpen door Daniel Bañuls in de jaren 1920. Er zijn paarden en mythologische figuren op te zien.
- Het Provinciehuis (Diputación Provincial). Dit is een gebouw aan de Avenida Estación dat uitgevoerd is in neoklassieke stijl met barokke invloeden. Het werd in 1931 in gebruik genomen. Hier was sinds 1934 het archeologisch museum gevestigd dat zich nu in een ander gebouw bevindt onder de naam MARQ.
- De Centrale Markt (Mercado Central) is een markthallencomplex van twee verdiepingen uit 1912. Het is gebouwd op de plaats van de vroegere ommuring.
- De Boulevards langs de kust. Met palmen omzoomde, parkachtige voetgangersgebieden strekken zich uit langs de kust met zicht op de jachthaven.
- Arena (Plaza de Toros) uit 1888. Het heeft een stierenvechtersschool, een museum aan het stierenvechten gewijd (Museo Taurino) en een bronzen beeldengroep die een gaucho met een aantal stieren voorstelt.

### Musea
- Museum voor Schone Kunsten in het Gravinapaleis (Museo Bellas Artes Gravina, afgekort tot Mubag). Het museum is gevestigd in een voormalig herenhuis dat is gebouwd ten tijde van economische opbloei tijdens het midden van de 18e eeuw. Het werd geopend in 2001. Dit museum geeft een overzicht van 500 jaar schilderkunst vanaf de 16e tot en met de 20e eeuw.
- Museum voor Moderne Kunst (Museo de Arte Contemporáneo). Dit museum is gevestigd in La Asegurada, een 17e-eeuws gebouw dat is uitgevoerd in Valenciaanse barokstijl. Dit museum toont kunst uit de 20e eeuw. Het werd als museum aan Alicante geschonken door de kunstenaar Eusebio Sempere. Een modern gebouw werd later aan het museum toegevoegd. Het herbergt een verzameling moderne kunst, onder andere werken van Pablo Picasso, Juan Gris, en Joan Miró. Voordat dit gebouw museum werd, werd het onder andere gebruikt als gemeentehuis, gevangenis en graanopslagplaats.
- Museum voor Kerststallen (Museo de Belenes). Dit kleine museum in de Oude Stad belicht de Spaanse traditie van het maken van kerststallen die teruggrijpt tot 1300, toen de eerst bekende kerstgroep in de Kathedraal van Barcelona werd opgesteld. Ook de contrareformatie stimuleerde de bouw van kerststallen. De Asociación de Belenistas de Alicante is sedert 1959 bouwt niet alleen kerstgroepen, maar ze is ook de initiatiefnemer van dit museum geweest. De tentoongestelde groepen komen niet alleen uit Alicante, maar ook uit Valencia, Murcia, Salamanca, en Jerez de la Frontera.
- MARQ (Museo Arqueologico Provincial de Alicante, afgekort tot MARQ). Dit museum bevindt zich in een groot gebouw uit 1924. Het geeft in een reeks zalen de tijdvakken:
  - Prehistorische cultuur, vanaf 100.000 jaar voor Christus.
  - Iberische cultuur, een aan de Kelten verwante cultuur,
  - Romeinse cultuur,
  - Middeleeuwse cultuur, Moors en christelijk.

Daarnaast wordt uitleg gegeven aan een aantal takken van archeologie, namelijk: veldarcheologie, stadsarcheologie, en onderwaterarcheologie.
Ook zijn er wisselende tentoonstellingen.
Vanwege de moderne uitstallingstechnieken werd het MARQ verkozen tot Europees museum van het jaar 2004.
- Universiteitsmuseum (Museo de la Universidad de Alicante, afgekort: MUA). Dit museum bevindt zich op de campus van de universiteit, in het noordwesten van de stad. Het werd geopend in 1999. Dit museum is voornamelijk gewijd aan eigentijdse kunstvormen en de conservering ervan.
- Volvo Ocean Race Museum (Museo The Ocean Race). Dit museum bevindt zich in de haven en is gewijd aan de Volvo Ocean Race.

### Buiten Alicante
- Klooster van het Heilige Gelaat (Monasterio de la Santa Faz). Dit klooster ligt 5 km ten noorden van Alicante. Het werd gesticht in 1490, hoewel het huidige gebouw uit de 18e eeuw stamt. Verder is er nog een verdedigingstoren uit 1582 in het complex opgenomen.

De inwoners van Alicante trekken hier elk jaar na Pasen in bedevaart naartoe. In de zijkapel wordt de sluier vereerd waarmee Veronica het gelaat van Jezus Christus afgedroogd zou hebben tijdens de kruisweg.

## Sport
Net zoals in Valencia is voetbal de grootste sport in Alicante. In Alicante is de voetbalclub Hércules CF spelende in de Segunda División de grootste. Het stadion van de club is het Estadio José Rico Pérez. Dit stadion werd gebruikt voor wedstrijden tijdens het WK voetbal van 1982.
In de nabijgelegen stad Elx speelt Elche CF in de Primera División.
Ondanks de rivaliteit met Hércules CF zijn de grootste rivalen van Elche CF de andere voetbalclubs uit de provincie Valencia.
De Volvo Ocean Race, de grootste zeilwedstrijd ter wereld die een keer per drie jaar gehouden wordt, is vier keer gestart in de haven van Alicante. De haven heeft een pier die speciaal ingericht is voor de zeilrace.

## Vervoer
Sinds 2003 verbindt een tramlijn Alicante met El Campello, alwaar overgestapt kan worden op de trein richting Benidorm. Voorts is er een semi-metro.
Er zijn veerdiensten naar Tabarca, een bewoond eiland dat 17 km verderop voor de kust ligt.
Incidenteel zijn er veerboten naar de Balearen en is er een actieve veerverbinding naar Algiers.
Daarnaast heeft Alicante een internationale luchthaven. De Luchthaven Alicante is de grootste van de regio en heeft een functie voor het toerisme aan de Costa Blanca, de stad Alicante en de nabijgelegen stad Murcia. De luchthaven verwelkomt vluchten vanuit de rest van Spanje, Europa en uit Noord-Afrika.

## Geboren in Alicante
- Manuel Mas Devesa (1972), componist en muziekpedagoog
- Santos González (1973), wielrenner
- Iván Navarro (1981), tennisser
- Miguel de las Cuevas (1986), voetballer
- Liliana Fernández (1987), beachvolleyballer
- Cristhian Mosquera (2004), voetballer